# Polystichtis eumedes
Polystichtis eumedes är en fjärilsart som beskrevs av Doubleday 1847. Polystichtis eumedes ingår i släktet Polystichtis och familjen Riodinidae. Inga underarter finns listade i Catalogue of Life.